# Filiberto Sbardella

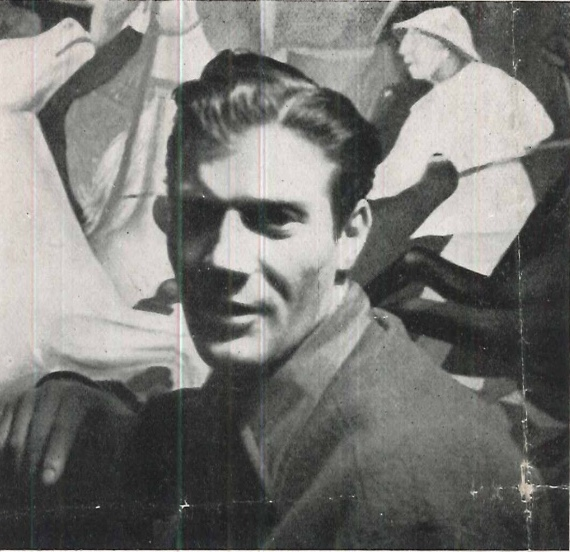
Filiberto Sbardella

Filiberto Sbardella (Palestrina, 30 ottobre 1909 – Roma, 28 dicembre 1983) è stato un pittore, scenografo, architetto, mosaicista e partigiano italiano.

## Biografia
Anni '20-'30: Arte
Giovanissimo allievo di Gustavo Simoni e del maestro dell'encausto Tito Venturini Papari, Filiberto Sbardella già a 14 anni espone nelle prime mostre personali, cimentandosi successivamente con l'arte musiva, la pittura murale e di propaganda di influenza futurista assieme ad artisti come Sironi e Prampolini. Recensito dai più autorevoli critici d'arte dell'epoca, diplomatosi poi all'Accademia di Brera, realizza importanti opere pittoriche e musive, come quelle che ancora oggi decorano facciata della Chiesa di S.S. Pietro e Paolo di Graffignana, il Tempio dei Caduti di San Pellegrino Terme, il Cinematografo Reposi di Savona, il Palazzo Visconti di Mondrone di Milano, e la Villa Trivulzio a Bellagio. In quegli stessi anni collabora come decoratore con la Società Italiana di costruzioni CHINI, allestisce a Milano una importante mostra con Carlo Carrà, espone alla Certosa di Garegnano - collaborando tra gli altri con il Duca Marcello Visconti di Mondrone al restauro della Certosa milanese - partecipa alla IV Mostra del Sindacato regionale delle Belle Arti di Lombardia a Milano con l'opera La Convalescente (oggi collocata presso il Museo del Novecento di Milano), partecipa alla II Mostra interprovinciale d'arte marchigiana a Pesaro, ai XIV Littoriali di Venezia, frequentando e collaborando con artisti come Giulio Minoletti, Sirio Angeli, Ermanno Bazzocchi, Giuseppe Codacci Pisanelli, Gallian, Luigi Comencini. Sbardella vive un decennio artisticamente prolifico, espone alla Galleria Barbaroux e alla Galleria Gian Ferrari di Milano, partecipa alla VI Triennale di Milano con Carlo Carrà, Cagli e tanti altri,  e su invito di Gio Ponti e Giuseppe Pagano alla VII Triennale di Milano vincendo il I° Premio e la medaglia d'oro. Partecipa alla XX Biennale di Venezia, alla X Mostra del Sindacato interprovinciale Belle Arti di Milano e delle opere premiate nei concorsi di Brera con l'opera pittorica "Battaglia di Amba Aradam". Sposa Franca Mocchi (figlia del Marchese Mario Mocchi, cavaliere dell'Ordine Equestre del S. Sepolcro) che gli da il suo unico figlio, Giovanni (che diventerà poi un noto ceramista).
Anni '40: Resistenza
Con il Conflitto Mondiale l'attività artistica di Filiberto Sbardella subisce una brusca interruzione: richiamato a Roma dal fratello Mario, diviene partigiano combattente durante i mesi della Resistenza; è tra i comandanti della brigata partigiana Movimento Comunista d'Italia (anche detto "Bandiera Rossa"). Durante la Seconda guerra mondiale Sbardella infatti è tra gli attivisti politici più attivi, assieme a Antonino Poce, Celestino Avico, Giordano Amidani, Carla Capponi Ezio Malatesta, Gabriele Pappalardo, Otello Terzani, Raffaele De Luca, Felice Chilanti, Carlo Lizzani, Vincenzo Guarniera, Orfeo Mucci, assieme ai fratelli Francesco, Maria, Bruna e Mario Sbardella.
Nel dopoguerra, Filiberto Sbardella riprende l'attività artistica aderendo al movimento pittorico realista e neorealista, esponendo a Roma, Pesaro, San Remo e Milano, e collaborando con artisti come Leonor Fini, Gian Paolo Lazzaro, Corrado Cagli, Guttuso, Jacopo Comin, Sironi, Fontana, Scuderi, Freda, Gallian, David Alfaro Siqueiros, Guido Ballo, Aligi Sassu, Giacomo Manzù, Candido Grassi, Gino Pancheri. Assieme ad Aligi Sassu, Salvatore Fiume, Bruno Cassinari, Umberto Lilloni, Pietro Marussig, Piero Fornasetti produce una serie di disegni per una mostra alla Galleria Geri sulle opere della Scuola degli arazzi di Ersino Lario, e con Carlo Pagani è il direttore artistico della SAIRA Società anonima industria rivestimenti artistici. Nonostante la sua attività artistica, Sbardella mantiene viva la sua passione politica con ruoli di prestigio nell'ANPI, nella CGIL, e nel PCI (negli anni 2000 emergerà la sua presenza nelle liste degli Enucleandi e nell'Inchiesta Aldo Moro).
Anni '50-'80: Architettura

Filiberto Sbardella

Dopo la laurea e il titolo di Ingenuer conseguito a Ginevra, Sbardella si dedica in maniera quasi totalizzante alla professione di architetto urbanista. Infatti - pur esponendo alla Galleria Il Pincio e alla Galleria La Cassapanca di Roma, alla Galleria Schettini di Milano, e pur partecipando alla XXVII Biennale di Venezia, alla Quadriennale di Roma del 1951, alla Prima Mostra sindacale del Sindacato provinciale romano aderente alla Federazione Nazionale Artisti di Roma, assieme a Eliano Fantuzzi, Renato Guttuso, Carlo Levi, Gino Franchina, Pietro Cascella, Domenico Purificato, Antonietta Raphael, Mario Samonà, Joseph Strachota, Mario Mafai e tanti altri - collabora sempre più con architetti come Gio Ponti Bruno Begnotti Maurizio Lanza, Luigi Scirocchi, Pagano. Pur concedendosi prestigiose attività artistiche parallele (è scenografo nel 1954 con Antonio Valente nel film di Riccardo Freda “Teodora imperatrice di Bisanzio”), egli conduce la professione di Architetto fino al 1983, anno della morte, coadiuvato dalla seconda moglie Carla De Benedetti, e collaborando con i grandi maestri del '900 come Bruno Begnotti, Ponti, Barucci, Lanza, Zevi, Ponti, De Carlo, Vinicio Brancaleoni, Alberto Michetti, V. Ansaldo, Cosenza (come testimonia la sua partecipazione al V Congresso UIA di Mosca "Construction and Reconstruction" del 1958), nella progettazione di opere private e pubbliche. Ufficialmente riconosciuto come "L'Architetto del PCI", esegue progettazioni a Roma (Comprensorio colli d'Oro nel quartiere Labaro con l'arch. Begnotti; sede del PCI in via dei Frentani; residenze private nel quartiere Monte Mario; edifici per uffici in via Palestro, oggi sede AGEA), Milano (stabilimento Mercedes), Recanati (su invito di Umberto Bosco esegue un progetto per una dependance ad uso foresteria, poi non realizzata, per il Centro Nazionale Studi Leopardiani), Chianciano Terme (Impianto Polisportivo Comunale, con l'arch. Petrangeli), Ariccia (scuola sindacale Cgil), e poi Colleferro, Livorno, Sòfia (nel 1970 consulente per il Piano regolatore della città, su invito del sindaco l'arch. Georgi Stoilov), Mosca, Pesaro (Palazzo Regione Marche, oggi sede della Provincia di Pesaro-Urbino e al centro di una disputa per la sua nuova destinazione d'uso).
Durante la sua vita, Sbardella frequenta grandi personaggi del Novecento. Negli anni '60, ad esempio, avvia un progetto artistico con Carlo Quattrucci e David Siqueiros per la realizzazione di un murale nella Scuola Sindacale Cgil di Ariccia, operazione poi interrotta a causa del costante lavoro del maestro messicano per la realizzazione del Polyforum. Significativa, inoltre, la sua amicizia con il Presidente della Repubblica Sandro Pertini, come testimonia l'Archivio Storico del Quirinale.

"Addis Abeba" - illustrazione pubblicata nella "Rivista illustrata del popolo d'Italia" n. 5, 1936

## L'Archivio Filiberto Sbardella
Dal 2019, a seguito di ricerche approfondite sul personaggio, il sociologo Pasquale Biagio Cicirelli e l'architetto Claudio Gatti raccolgono materiale documentario e librario riguardante l'attività del maestro F. Sbardella con l'obiettivo di tutelarne e valorizzarne l'opera. L'Archivio, fisico e digitale, è divenuto con il tempo di notevoli dimensioni: costituito da corrispondenza, fotografie, manifesti, cataloghi, riviste, documentazione di vario genere (riguardante le mostre, l'attività politica, la Resistenza, l'architettura), è in continuo aggiornamento. Esso, interfacciandosi con Università, Istituti di Ricerca, Scuole, Biblioteche, tramite l'omonimo sito web, è aperto a studiosi e ricercatori.

## Filiberto Sbardella nei Musei e Archivi Storici
- Museo del Novecento, Milano
- Museo Sandro Pertini e Renata Cuneo, Savona[43]
- Archivio Storico Triennale di Milano
- Archivio Storico Quadriennale di Roma[44][45]
- Archivio Storico Biennale di Venezia
- Archivio Storico Università di Pavia[46]
- Archivio di Stato di Roma
- Archivio Storico Accademia di Brera
- Archivio del Museo Storico della Liberazione di Roma
- Museo delle Grigne, Esino Lario
- Archivio Storico della Diocesi di Tivoli e Palestrina e della Diocesi di Bergamo
- Archivio MAXXI L'Aquila
- Archivio Biblioteca Guido Ballo di Milano
- Archivio del Comune di Rimini
- Archivio di Stato di Mosca
- Archivio Storico del Quirinale[47]
- Archivio Universitè de Lille
- Archivio D. Siqueiros
- Archivio GNAMC
- Archivio ANPI

## Scritti
- Con Petrassi, Ricciardi, Piovene, Guttuso, Bertoletti, nel 1946 dirige il periodico Movimento Nuovo[48]
- Negli anni '40 dirige la rivista Bandiera Rossa
- Dirige Voce partigiana (1945-1947)[49][50]
- Con Alessandro Pasquali, Marcello Gallian e Jacopo Comin scrive su giornali e riviste come Meridiano di Roma
- I Nostri Martiri, MCd'I, 1945.

## Filmografia
- Teodora imperatrice di Bisanzio (1954; regia Riccardo Freda, scenografie F. Sbardella con A. Valente).

## Riconoscimenti e Premi
- Medaglia d'oro VII Triennale di Milano
- I Premio VII Triennale di Milano
- Premio L'acquarello, Firenze 1923
- Partigiano Combattente, 10.02.1947 Roma, Presidenza del Consiglio dei Ministri, Commissione Laziale per il riconoscimento della qualifica di Partigiano e di Patriota (Archivio storico ANPI).[51]

## Galleria d'immagini

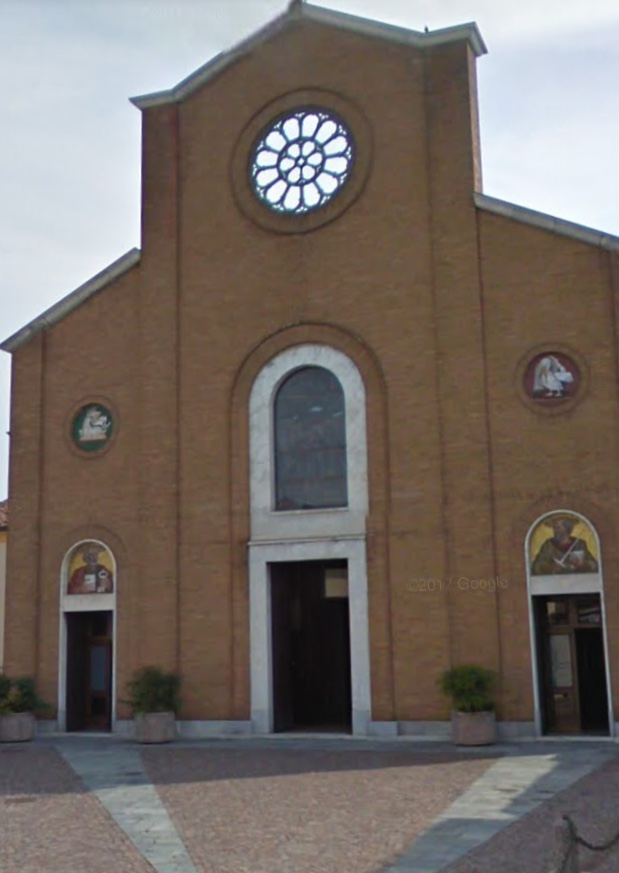
File:Chiesa_SS_Pietro_e_Paolo_Apostoli_-_Graffignana_LO.jpgMosaici - facciata della Chiesa SS Pietro e Paolo - Graffignana - Filiberto Sbardella

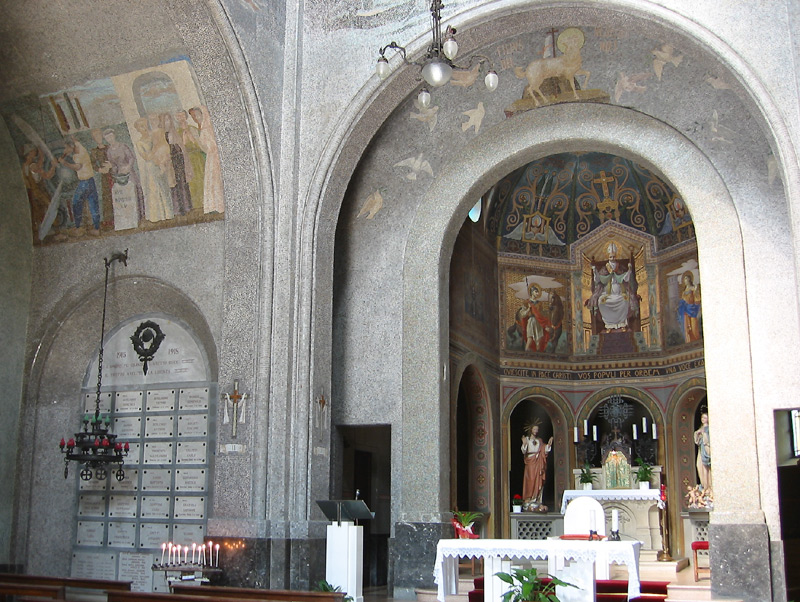
Mosaico - Tempio dei caduti - San Pellegrino Terme

## Opere
Tra le opere pittoriche più rappresentative:
- La Convalescente (collocato presso il Museo del Novecento, Milano);
- La Risaia (collocato presso il Museo Pertini, Savona);
- La battaglia dell'Amba Aradam (esposto alla X Mostra del Sindacato interprovinciale Belle Arti di Milano e delle opere premiate nei concorsi di Brera);
- Minniti (esposto alla Galleria Gian Ferrari, 1939).Centro Polisportivo Comunale di Chianciano Terme (arch. Filiberto Sbardella)

Tra le opere musive pubbliche:

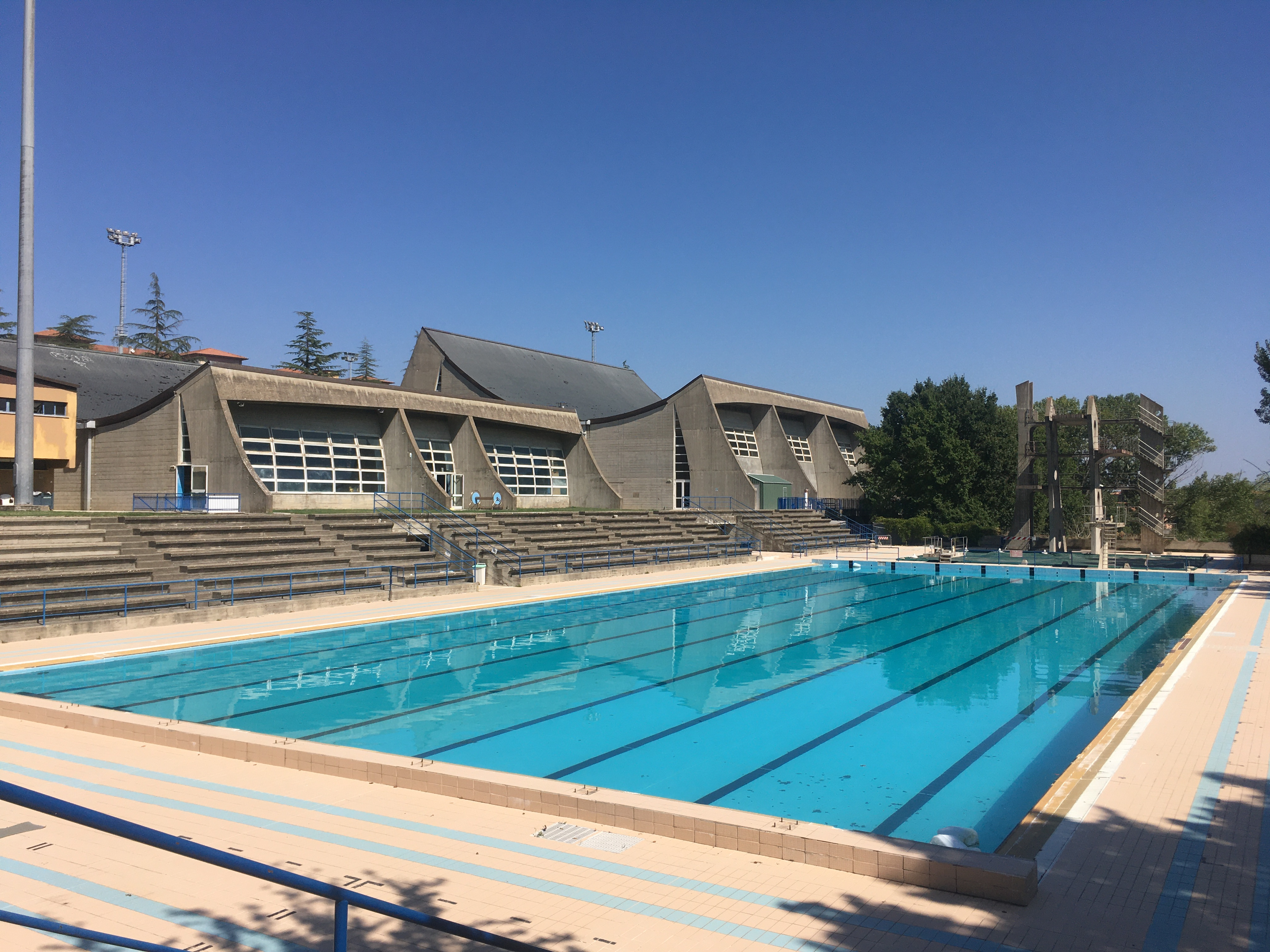
Centro Polisportivo Comunale di Chianciano Terme (arch. Filiberto Sbardella)

- Mosaici presso il Tempio dei Caduti di San Pellegrino Terme;
- Mosaici sulla facciata della chiesa dei SS Pietro e Paolo di Graffignana;

Tra le opere architettoniche:
- Impianti polisportivi Comunali, Chianciano Terme;
- Sede della Regione Marche, Pesaro (oggi sede della Provincia di Pesaro e Urbino);
- PEEP "Colli d'oro" per il quartiere Labaro, e PEEP Tor Bella Monaca, Roma;
- Sede della scuola sindacale CGIL, Ariccia (oggi in progetto di riqualificazione urbana);
- Sede del PCI di via dei Frentani, Roma (oggi sede Cgil);
- Edificio per uffici in via Palestro, Roma (oggi sede AGEA).
- Edificio Mercedes Benz, Milano (oggi sede di uffici e Concessionaria BMW).
- Edilizia privata residenziale a Roma, Milano, Livorno.[52]
- Foresteria del Centro Nazionale Studi Leopardiani (Recanati).[53]

## Mostre
Tra il 1923 e il 1957 Filiberto Sbardella ha esposto in numerose personali di pittura e scultura a Roma, Milano, Pesaro, San Remo, Venezia, Firenze, Parigi, e presenziando in collettive istituzionali come:
- III, IV, VII e X mostra del Sindacato Milanese delle Belle Arti;
- II mostra Interprovinciale Marchigiana di Pesaro;
- VII e VII Triennale di Milano;
- XX e XXVII Biennale di Venezia.[54]

## Mostre postume
"LA TERRA E' DI CHI LA COLTIVA". Dal 2019 è stato istituito il Progetto Espositivo Itinerante Filiberto Sbardella "La terra è di chi la coltiva" ideato e curato dal sociologo Pasquale Biagio Cicirelli e dall'architetto Claudio Gatti per promuove attività culturali di vario genere sul personaggio (mostre, eventi, conferenze, ricerche e studi).
Il Progetto Culturale è già stato presentato in luoghi istituzionali quali:
1. presso il Museo della Terra Pontina, 22 febbraio-15 dicembre 2020, Latina.[55]
2. presso la Casa del Combattente, febbraio-marzo 2020, Latina.
3. in forma virtuale presso il circolo ARCI "Il Cosmonauta" per il XVI Festival Resist, 25 Aprile 2020, Viterbo.
4. agli eventi "I Borghi al Centro" e "Giornate Europee del Patrimonio 2020", Museo della Terra Pontina, 2020, Latina.[56]
5. alla collettiva "I MILLE DI SGARBI"[57] con una scultura luminosa esposta ai Magazzini del Sale, luglio 2020, Cervia.Filiberto Sbardella approda a Cervia per la mostra "I Mille di Sgarbi" - Latina Città Aperta
6. in forma Open air in collaborazione con ANPI e con il Patrocinio del Comune, in occasione della Festa Nazionale di Liberazione, il 25.04.2021 nella piazza G. Matteotti di Guidonia Montecelio.[58]
7. inserita nella Programmazione dell'Estate Prenestina 2021 con il Patrocinio della Città di Palestrina e in collaborazione con le associazioni territoriali Anpi, Pro Loco, e Praeneste Eventi, in mostra dal 13 al 18 luglio 2021 presso la Sala espositiva Comunale G. Borghesani di Palestrina (Rm).[59]
8. con la mostra "Exhibit: il 900 di Filiberto Sbardella" - patrocinata dal Comune di Palestrina e dalla sua sez. ANPI - presso la Biblioteca dell'IIS E. Luzzatti dal 19 febbraio all'11 maggio 2022[60] e con Cerimonia conclusiva presso la Biblioteca Comunale Fantoniana di Palestrina.[61]
9. presso il Museo Civico Archeologico Rodolfo Lanciani di Montecelio,[62] dal 04.02.2023 al 26.03.2023 la mostra "La terra è di chi la coltiva - il 900 di Filiberto Sbardella in un Progetto Espositivo itinerante: Architettura per il sociale".
10. con la mostra online "Il 25 aprile di Filiberto Sbardella, la stampa clandestina della Resistenza", patrocinata dall'ANPI in occasione della Festa Nazionale di Liberazione, il 25.04.2023.[63]
11. presso il Museo Civico Archeologico Rodolfo Lanciani di Montecelio, il 13 maggio 2023 in occasione della Notte Europea dei Musei, con l'installazione artistica luminosa interattiva "NESSUN DORMA".[64]
12. presso il Tempio dei Caduti di San Pellegrino Terme, dal 29 settembre al 15 ottobre 2023, patrocinata dal Comune e in collaborazione con la Parrocchia di San Pellegrino V. e M. e la Fondazione A. Bernareggi.[65][66]
13. presso la Biblioteca Borghesiana del circuito Biblioteche di Roma, con il patrocinio di Anpi Palestrina, dal 03.04.2024 al 08.05.2024.[67]
14. presso la Casa del Municipio IV di Roma "Ipazia di Alessandria", con l'opera "la terra è di chi la coltiva", in occasione della 2ª edizione del Concorso d'Arte Mostra Concerto "LA MEMORIA HA UN FUTURO 1944-2024" organizzata dall'Associazione ANFIM il 24 e 25.05.2024, e patrocinata dal Municipio IV di Roma.[68]
15. presso la Libreria Errante di Roma - in occasione della presentazione del libro dello storico Marco Trasciani, "Una Resistenza popolare, storia di Bandiera Rossa a Roma" - con l'esposizione di inedito materiale d'Archivio sulla Resistenza, il 22.11.2024.[69]
16. presso le Fondazioni Giacomo Matteotti e G.E. e V. Modigliani di Roma - in occasione della presentazione del libro di F. Amati "Antitotalitario. Carlo Andreoni: il caso storiografico del comandante partigiano socialista" - con l'esposizione di materiale dell'Archivio Filiberto Sbardella, il 27.01.2025,[70] e replicato il 13.02.2025.[71][72]
17. A Pomezia, presso l'Ass.ne Culturale Tema Hesperia, in occasione dell'evento culturale "Una resistenza plurale" con l'esposizione di materiale inedito dell'Archivio Filiberto Sbardella, il 22.03.2025, e replicata in Piazza San Benedetto da Norcia il 25.04.2025 per la Festa di Liberazione Nazionale, con il patrocinio di ANPI sez. Pomezia-Ardea.[73]
18. presso le Fondazioni Giacomo Matteotti e G.E. e V. Modigliani di Roma, in "La terra è di chi la coltiva: dialoghi contemporanei", in collaborazione con il pittore tedesco Gerhard Schwarz (maggio 2025).[74]